# 장성군 (선거구)
장성군은 대한민국의 옛 국회의원 선거구이다. 당시 전라남도 장성군 지역을 관할했다.

## 역사
제헌 국회의원 선거를 앞두고 장성군 전 지역을 관할하는 선거구로 신설되었다.
제6대 국회의원 선거를 앞두고 담양군 선거구와 통합되어 담양군·장성군 선거구를 이루게 됨에 따라 폐지되었다.

## 역대 국회의원
| 선거   | 정당 | 정당       | 의원   |
| ------ | ---- | ---------- | ------ |
| 1948년 |      | 한국민주당 | 김상순 |
| 1950년 |      | 무소속     | 변진갑 |
| 1954년 |      | 무소속     | 변진갑 |
| 1958년 |      | 자유당     | 변진갑 |
| 1960년 |      | 민주당     | 김병수 |

## 역대 선거 결과

### 대한민국 제헌 국회의원 선거
|  | 78.48% |

|  | 21.51% |

|  | 0% |

|  | 0% |

### 대한민국 제2대 국회의원 선거
|  | 31.04% |

|  | 22.39% |

|  | 11.95% |

|  | 9.41% |

|  | 8.90% |

|  | 6.36% |

|  | 4.58% |

|  | 3.56% |

|  | 1.78% |

|  | 0% |

|  | 0% |

### 대한민국 제3대 국회의원 선거
|  | 20.07% |

|  | 18.98% |

|  | 13.81% |

|  | 12.38% |

|  | 10.98% |

|  | 10.30% |

|  | 6.16% |

|  | 4.06% |

|  | 3.22% |

### 대한민국 제4대 국회의원 선거
|  | 43.50% |

|  | 33.05% |

|  | 23.44% |

|  | 0% |

### 대한민국 제5대 국회의원 선거
|  | 52.48% |

|  | 16.21% |

|  | 11.51% |

|  | 10.09% |

|  | 9.68% |